# Adrian Davies
Adrian Davies (Bridgend, 9 de febrero de 1969) es un ex–jugador británico de rugby que se desempeñaba como apertura. Fue el máximo anotador de la Copa Heineken 1995–96.

## Selección nacional
Fue convocado a los Dragones rojos por primera vez en octubre de 1990 para enfrentar a los Barbarians y disputó su último partido en junio de 1995 contra el XV del Trébol. En total jugó nueve partidos y marcó 22 puntos, productos de dos conversiones, tres penales y tres drops.

### Participaciones en Copas del Mundo
Participó de la Copa Mundial de Sudáfrica 1995 donde Davies fue suplente de la estrella Neil Jenkins y los Dragones rojos resultaron eliminados en la fase de grupos tras caer ante los All Blacks e Irlanda.
| Mundial                       | Sede      | Resultado      | PJ | Tries |
| ----------------------------- | --------- | -------------- | -- | ----- |
| Copa Mundial de Rugby de 1995 | Sudáfrica | Fase de grupos | 2  | 0     |

## Palmarés
- Campeón de la Premier Division de Gales de 1994–95 y 1999–00.
- Campeón de la Copa de Gales de Rugby de 1994 y 1997.